# Каменцове
Каменцове (чеш. Kamencové jezero, буквально — Квасцовое озеро) — озеро на северо-западе Чехии.
Площадь озера — более 16 га, высота зеркала над уровнем моря — 337 м, объём — около 285 тыс. м³. Расположено Каменцове в Устецком крае близ города Хомутов. Несмотря на сравнительно небольшие размеры, это второе (после Чёрного) по площади озеро страны.
Озеро предположительно образовалось после наводнения в конце XVIII века на месте добычи глинистых сланцев. Высокое содержание квасцев (более 1 %) делает воды озера практически безжизненными (Мёртвое море Чехии). Вода озера чистая и прозрачная, летом используется для купания и пляжного отдыха. Берега — песчаные, покрыты травой. Рядом с озером расположен зоопарк Хомутова.
Каменцове — уникальное в своём роде озеро. Второе подобное квасцовое озеро в Канаде — высохшее.